# Фоппе де Ган
Фоппе де Ган (нід. Foppe de Haan, нар. 26 червня 1943, Опстерланд) — нідерландський футбольний тренер.

## Біографія

### Початок тренерської кар'єри
З 1961 по 1974 роки він грав у різних аматорських клубах, після чого розпочав тренерську кар'єру, очоливши тренерський штаб аматорського клубу «Аккрум». У 1976–1977 роках де Ган тренував молодіжну команду «Геренвена», після чого повернувся до роботи з аматорськими колективами.

### «Геренвен»
1985 року став головним тренером команди «Геренвен» і тренував її три роки, після чого перейшов на інші посади у клубі. Згодом протягом 1992–2004 років знову очолював тренерський штаб клубу. Фоппе у першому ж сезоні привів команду з Геренвена до фіналу Кубка Нідерландів і вивів до вищого дивізіону. У 1997 році де Ган вдруге вивів свою команду у фінал Кубка Нідерландів, але знову не зумів здобути трофей, а у 2000 році став з нею віце-чемпіоном країни, завдяки чому команда вперше в історії отримала право зіграти в Лізі чемпіонів, а крім того, відтоді «Геренвен» тричі брав участь у змаганнях Кубка УЄФА. У групі Ліги чемпіонів з «Валенсією», «Ліоном» та «Олімпіакосом» команді вдалося набрати лише чотири очки. Сам же Фоппе у 1997 і 2000 роках визнавався найкращим тренером Нідерландів, а 10 травня 2004 року за численні заслуги був удостоєний кавалера ордена Оранж-Нассау. Будучи тренером клубу протягом дванадцяти років, він встановив національний рекорд за терміном перебування на чолі команди вищого дивізіону країни і провів понад 500 ігор за клуб як головний тренер.

### Молодіжна збірна Нідерландів
Влітку 2004 року Королівська футбольна асоціація Нідерландів обрала де Гана новим головним тренером молодіжної збірної Нідерландів до 21 року. Дебютував Фоппе на посаді тренера молодіжної збірної 7 вересня, коли «оранье» зіграло внічию 0:0 з Чехією. Потім де Ган очолював команду, яка дійшла до чвертьфіналу молодіжного чемпіонату світу 2005 року, що проходив у Нідерландах.

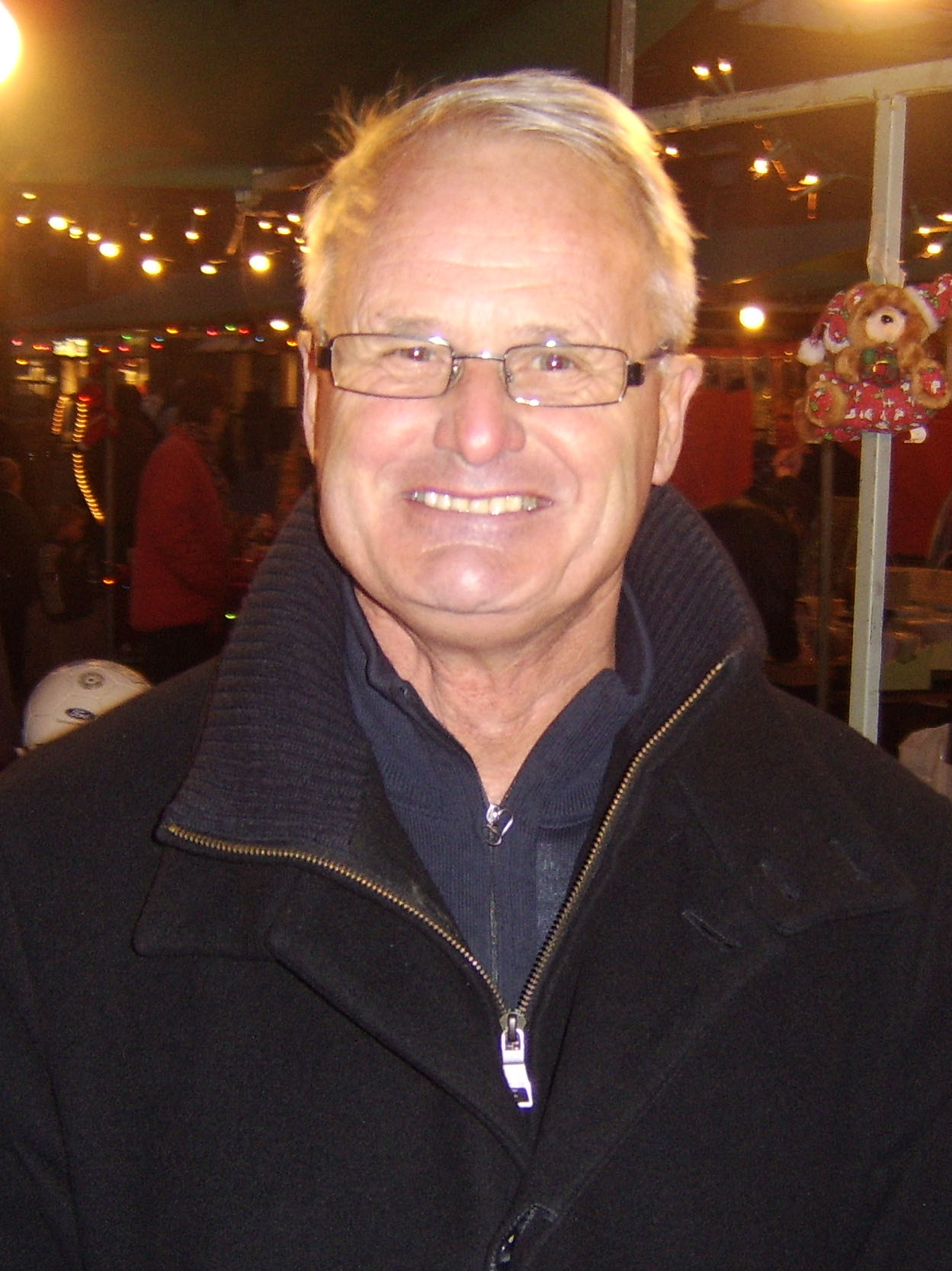
Фоппе де Ган у 2006 році.

Наступного року Фоппе де Ган виграв молодіжний чемпіонат Європи 2006 року. Після важкого старту (поразка 1:2 від України та нічия 1:1 проти Данії), в останньому матчі групи нідерланди виграли з рахунком 1:0 у зіркової, що дозволило підопічним Фоппе кваліфікувалися до півфіналу. Там «помаранчеві» зуміли несподівано вибити фаворита турніру Францію з рахунком 3:2 після додаткового часу. Вихід у фінал був уже унікальним, оскільки ніколи раніше нідерландська молодіжна команда не виходила у фінал великого турніру в цій віковій групі. У фіналі Нідерланди взяли реванш за першу поразку, обігравши Україну з рахунком 3:0. Крім того, що голландські юніори написали історію, для Де Гана це була лише перша нагорода за його довгу тренерську кар'єру. У 2006 році він також був тренером олімпійської збірної Індонезії до 23 років, якою керував на Азійських іграх, але індонезійці посіли останнє місце у групі.
На наступний молодіжний чемпіонат Європи 2007 року де Ган повів команду у статусі господарів і одних з фаворитів. Перші дві гри, проти Ізраїлю та Португалії, були виграні, і нічиєї проти Бельгії в останньому турі було достатньо для перемоги в групі. Півфінал проти Англії завершився після тривалої серії пенальті. У серії пенальті важливу роль зіграв Де Ган: після того, як за англійців замість Стівена Тейлора, що вирішив відмовитись від пробиття удару через травму, вийшов пробивати футболіст, який уже реалізував свою спробу, де Ган увірвався на поле, щоб вказати на цю помилку рефері Кнуту Кірхеру. В результаті тренер отримав жовту картку, але все ж домігся свого і Тейлор змушений був пробивати свій удар. Стівен свій удар забив, але зрештою нідерландці виграли серію пенальті 13:12. У фіналі помаранчеві легко розгромили Сербію 4:1 і вдруге поспіль стали чемпіонами Європи.
Цей результат дозволив команді пройти кваліфікацію на літні Олімпійські ігри 2008 року в Пекіні, які стали першою участю Нідерландів в Іграх з 1952 року. Нідерланди посіли друге місце у своїй групі з п'ятьма очками на турнірі, але програли Аргентині з рахунком 2:1 у чвертьфіналі та вилетіли з турніру. Де Ган викликав чимало суперечок у своїй країні, оскільки головним воротарем олімпійської збірної зробив Кеннета Вермера, а не Піта Велтгейзена.

### Робота за кордоном
Після того, як Нідерланди не змогли кваліфікуватись на молодіжний чемпіонат Європи 2009 року, де Ган покинув посаду і у жовтні 2009 рок підписав однорічний контракт з «Аяксом» (Кейптаун), клубом-сателітом амстердамського «Аякса» у Південній Африці. Він продовжив цей контракт влітку 2010 року ще на один сезон і по його завершенні повернувся до Нідерландів. Його наступником у Кейптауні став Мартен Стекеленбург.
Влітку 2011 року Де Ган чотири тижні був тренером збірної Тувалу, до якої був запрошений на Тихоокеанські ігри, які проходили у Новій Каледонії. З перемогою проти Американського Самоа (4:0), нічиєю і трьома поразками Тувалу посіла четверте місце в групі, досягнувши свого найкращого результату в історії.

### Повернення у «Геренвен»

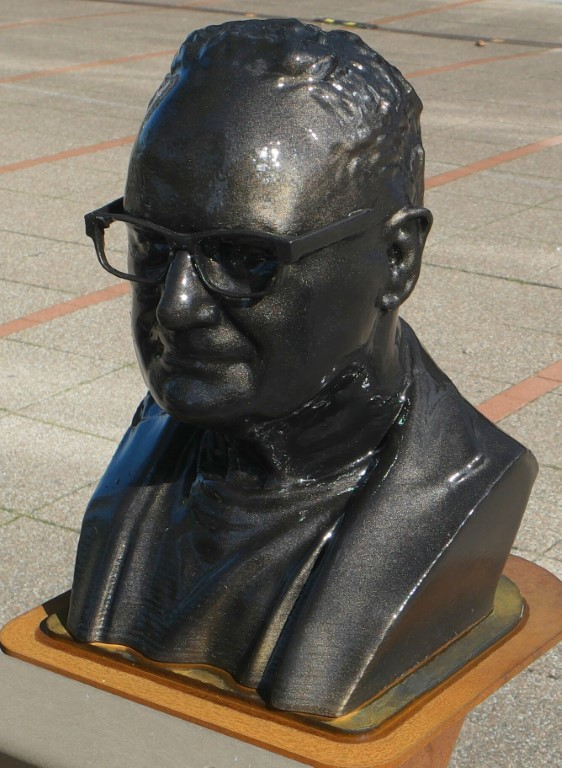
Бюст Фоппе де Гану у Геренвені.

Де Ган залишив свою посаду у збірній після турніру, щоб повернутися до «Геренвена», де працював з молодіжними командами. 20 жовтня 2015 року Де Ган став тимчасовим тренером основної команди після того, як вона невдало розпочала сезон і Двайт Лодевегес пішов з посади головного тренера. Під керівництвом Де Гана команда виграла 4 з перших шести ігор, зігравши внічию і програвши одну. Хоча він кілька разів заявляв, що залишиться лише до кінця календарного року, він нарешті вирішив завершити сезон в інтересах клубу та фінішував з ним на 12-му місці.

### Завершення кар'єри
З літа 2016 року Де Ган була радником жіночої збірної Нідерландів з футболу. У січні 2017 року Фоппе став помічником головного тренера Саріни Вігман і у серпні 2017 року з жіночою командою виграв домашній чемпіонат Європи. Після цього Де Ган завершив тренерську кар'єру.
Натомість де Ган був включений під 75 номером до списку кандидатів Партії праці на парламентських виборах в Нідерландах 2017 року, але у парламент не потрапив.

## Титули і досягнення
- Чемпіонат Європи серед молодіжних команд (2):

Нідерланди U-21: 2006, 2007